# Indicatif régional 405

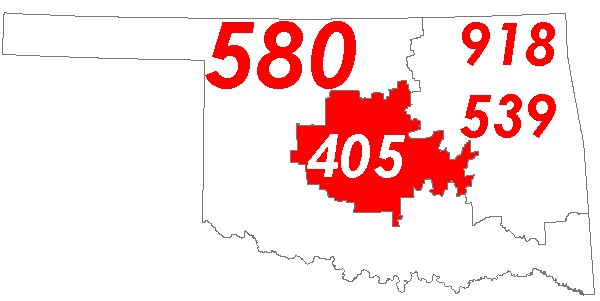
L'indicatif 405 dans l'état d'Oklahoma

L'indicatif régional 405 est l'indicatif téléphonique régional qui dessert l'aire urbaine d'Oklahoma City dans l'État de l'Oklahoma aux États-Unis.

## Principales villes couvertes par l'indicatif
- Oklahoma City ;
- Edmond ;
- El Reno ;
- Norman ;
- Stillwater ;
- Shawnee ;
- Chickasha ;
- Tuttle ;
- Moore.

L'indicatif régional 405 fait partie du plan de numérotation nord-américain.

## Historique des indicatifs régionaux de l'Oklahoma
Cet indicatif date de 1947 et est l'un des indicatifs originaux du plan de numérotation nord-américain. En 1947, l'indicatif couvrait tout l'État de l'Oklahoma.
Le 1er janvier 1953, une première scission de l'indicatif 405 a créé l'indicatif 918 qui couvre le nord-est de l'État.
Le 1er novembre 1997, une seconde scission de l'indicatif 405 a créé l'indicatif 580 qui couvre l'ouest et le sud de l'État. L'indicatif 405 a alors été réduit à la région métropolitaine d'Oklahoma City alors que l'indicatif 580 couvrait le reste du territoire antérieur de l'indicatif 405, c'est-à-dire l'ouest et le sud de l'État.
Le 1er avril 2011, l'indicatif 539 a été créé par chevauchement de l'indicatif 918.